# Estádio Nabor Júnior
Estádio Nabor Júnior – stadion piłkarski w Senador Guiomard, Acre, Brazylia. Na którym swoje mecze rozgrywa klub Associação Desportiva Senador Guiomard.